# Chwalęcin (Orneta)
Chwalęcin (deutsch Stegmannsdorf) ist ein Dorf in der Stadt-und-Land-Gemeinde Orneta (Wormditt) im Powiat Lidzbark Warmiński (Heilsberg) der polnischen Woiwodschaft Ermland-Masuren.

## Geographische Lage
Chwalęcin liegt im Nordosten Polens in der Woiwodschaft Ermland-Masuren, etwa 10 Kilometer nordwestlich des Gemeindehauptortes Orneta.

## Geschichte
1349 wurde die Ortschaft vom ermländischen Domkapitel gegründet. Bis zum Zweiten Frieden von Thorn im Jahr 1466 gehörte Stegmannsdorf zu Preußen. Von 1466 bis 1772 gehörte das Dorf zu Polen-Litauen. Nach der ersten Teilung Polens 1772 kam der Ort wieder unter preußische Herrschaft und gehörte ab 1818 zum Kreis Heilsberg, ab 1819 zum Kreis Braunsberg in Ostpreußen. Im Jahr 1900 wohnten 251 Menschen in Stegmannsdorf. Nach der Besetzung durch die Rote Armee im Jahr 1945 wurde Stegmannsdorf zusammen mit der südlichen Hälfte Ostpreußens unter polnische Verwaltung gestellt. Der Ort erhielt die polnische Namensform Chwalęcin, die einheimische deutsche Bevölkerung wurde vertrieben und polnische Zuwanderer ersetzten sie.

## Kirche

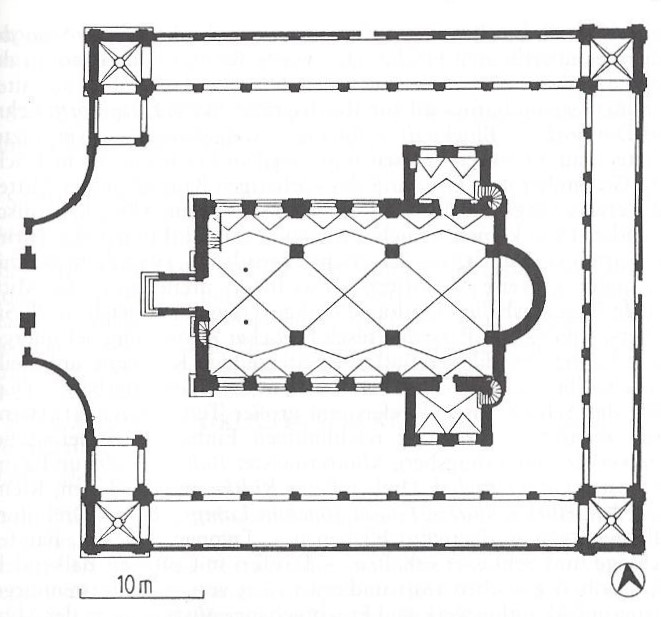
Grundriss der Wallfahrtskirche

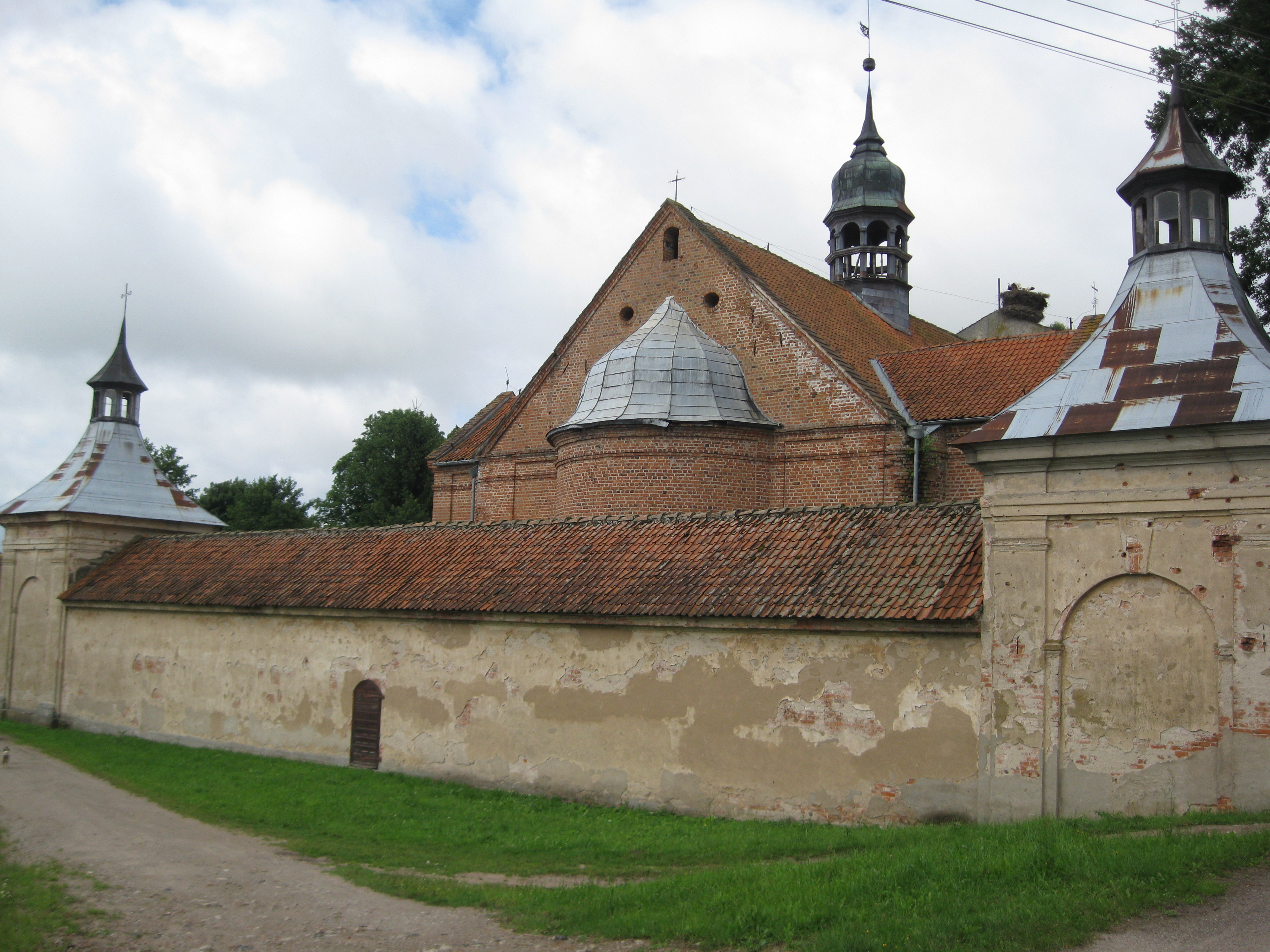
Kirche in Chwalęcin

Eine besondere Sehenswürdigkeit ist die denkmalgeschützte römisch-katholische Heilig-Kreuz-Kirche, die jüngste der acht barocken Wallfahrtskirchen mit Chorumgang im Ermland. Bereits 1570 wurde in Stegmannsdorf eine Kapelle errichtet. In der zweiten Hälfte des 17. Jahrhunderts befand sich diese Kapelle dann in einem schlechten Zustand und sollte erneuert werden, was dann aber aufgrund der politisch unsicheren Lage und dem später folgenden Großen Nordischen Krieg nicht zustande kam. Nach der Großen Pest wurde beschlossen, die Kapelle durch eine Kirche zu ersetzen. Nach Plänen des Wormditter Baumeisters Johann Christoph Reimers begann der Bau 1718. Am 13. Juni 1728 wurde die Kirche von Bischof Jan Krzysztof Szembek geweiht. Westgiebel und Vorhalle wurden erst 1858 fertiggestellt. Der flach gedeckte Umgang mit den vier Eckkapellen wurde 1836 vollendet, die nordwestliche Kapelle 1822. Die heutige Einrichtung stammt aus dem 18. Jahrhundert und ist im barocken Stil gehalten, lediglich die Fassade stammt aus der Zeit des Klassizismus.
Stegmannsdorf war bis 1945 auch in die evangelische Kirche Wormditt (polnisch Orneta) in der Kirchenprovinz Ostpreußen der Kirche der Altpreußischen Union eingegliedert. Heute ist das Dorf der Diözese Masuren der Evangelisch-Augsburgischen Kirche in Polen zugeordnet.